# Senat von Thailand
Der Senat von Thailand (Thai: วุฒิสภาไทย, Aussprache: Wutthisapha Thai, wörtlich: „Rat der Weisen von Thailand“) ist das Oberhaus der Nationalversammlung und damit der thailändischen Legislative. Die Nationalversammlung ist infolge des Militärputsches vom 22. Mai 2014 aufgelöst und unter der geltenden Interimsverfassung durch eine Nationale Legislativversammlung mit 220 vom Militär ausgewählten Mitgliedern ersetzt.
Im Folgenden beschreibt der Artikel die Situation unter der aufgehobenen Verfassung von 2007:
In Übereinstimmung mit der thailändischen Verfassung von 2007 ist der Senat eine überparteiliche gesetzgebende Kammer. Ihm gehören 150 Senatoren an, von denen 76 direkt gewählt und 74 von einem Ausschuss ernannt werden. Der Senat arbeitet während einer festgelegten Dauer von sechs Jahren.

## Geschichte
Mit der Verfassung von 1946 wurde ein Senat nach Vorbild des britischen House of Lords gebildet. Diese Verfassung wurde jedoch schon im nächsten Jahr durch einen Militärputsch abgeschafft. Folgende Verfassungen sahen nur gelegentlich ein Zweikammersystem vor, und auch dann bestand der Senat immer aus Beauftragten aus dem Militär und der Elite. Unter der Verfassung von 1997 wurde wieder ein voll gewählter Senat gebildet. Diese Verfassung wurde nach dem Putsch von 2006 aufgehoben. Seitdem sind die Mitglieder des Senats zum Teil gewählt und zum Teil ernannt. 

## Zusammensetzung
Der Senat setzt sich aus 150 Mitgliedern zusammen. 76 Senatoren werden direkt aus den 75 Provinzen (Changwat) und Bangkok gewählt, während die übrigen 74 aus verschiedenen gesellschaftlichen Bereichen durch das Senatsauswahlkomitee ernannt werden. Dieses setzt sich aus den Vorsitzenden des Verfassungsgerichts, der Wahlkommission, der Ombudsstelle, der Nationalen Korruptionsbekämpfungs-Kommission, des Rechnungshofs, sowie jeweils einem Richter des Obersten Gerichtshofs und des Obersten Verwaltungsgerichts zusammen. Dieses Auswahlkomitee soll Vorschläge von akademischen Einrichtungen, dem öffentlichen wie dem privaten Sektor, Berufsverbänden und anderen Organisationen berücksichtigen. Da der Senat wiederum an der Ernennung der Richter des Verfassungsgerichts, der Mitglieder der Wahlkommission und der Ombudsleute mitwirkt, ergibt sich eine gewisse Kreisförmigkeit im Verhältnis dieser Institutionen.
Alle Senatoren müssen parteilos sein, mindestens 40 Jahre alt und einen Universitätsabschluss – wenigstens einen Bachelorgrad – besitzen. Sie dürfen in den letzten fünf Jahren, bevor sie sich um einen Sitz im Senat bewerben, keine Funktion in einer politischen Partei und kein Regierungsamt gehabt haben. Verwandte in aufsteigender Linie, Ehegatten und Kinder von Parlamentsabgeordneten und politischen Amtsträgern sind von der Wahl zum Senator ausgeschlossen.
Den Vorsitz hat seit August 2012 Nikom Wairatpanij, der direkt gewählte Senator der Provinz Chachoengsao. Er ist qua Amt auch der Vizepräsident der Nationalversammlung.

## Zuständigkeiten
Unter anderem ist der Senat in letzter Instanz zuständig, dem König die fünf Mitglieder der Wahlkommission Thailands vorzuschlagen.